# 多緬季·庫倫別戈夫
多緬季·薩爾季奧諾維奇·庫倫別戈夫（1955年1月4日—）是一位南奧塞梯政治人物，他自2014年1月20日起擔任代理南奧塞梯總理，並於同年4月2日正式上任。
庫倫別戈夫在蘇聯格魯吉亞蘇維埃社會主義共和國哥里縣季納拉出生，他於1978年在南奧塞梯州立教育學院畢業，並於2000年完成頓河畔羅斯托夫北高加索公務員學院職業訓練課程，以及在2009年於現代人道主義學院專攻歷史、外語和法律。此外，庫倫別戈夫也曾被授予勞工英勇勳章。